# Lijst van opera's van Joseph Haydn
In de jaren 1770 en 1780 was Joseph Haydn de leider van prins Nicolaas Jozef Esterházy's operagezelschap. Er werden 150 opera-uitvoeringen per jaar gegeven. Een gedeelte van die opera's was door Haydn gecomponeerd. Alle opera's van Haydn zijn gecomponeerd op een Italiaans libretto. Haydns opera's worden heden zelden opgevoerd maar in de jaren 1970 was er een ware opleving in de belangstelling voor deze werken door de registratie ervan van een groot aantal op het Philips label onder leiding van Antal Doráti. De volgende opera's zijn gecomponeerd tijdens Haydns betrekking bij de Eszterházy's:
- Acide - 1762, herzien 1773-1774
- La canterina - 1766
- La marchesa nespola – vermoedelijk ?1763
- Lo speziale ("de apotheek") - 1768
- Le pescatrici - 1769
- L'infedeltà delusa - 1773
- Philemon und Baucis - 1773
- L'incontro improvviso ("de onverwachte ontmoeting") - 1775
- Il mondo della luna ("de wereld op de maan") - 1777
- La vera costanza - 1779, herzien 1785
- L'isola disabitata ("het verlaten eiland") - 1779
- La fedeltà premiata ("Trouw, beloond") - 1780
- Orlando paladino - 1782
- Armida - 1783

In 1791 componeerde Haydn zijn laatste opera: L'anima del filosofo, een variatie op de Orpheus-legende. Ze was eigenlijk bedoeld voor een opvoering in Londen maar beleefde daar nooit haar première.